# Сизов, Фёдор Яковлевич
Сизов, Фёдор Яковлевич (20 ноября 1911, д. Бабурино, ныне Киржачского района Владимирской области — 18 марта 1977, Москва) — советский военачальник, адмирал (20.05.1971), депутат Верховного Совета РСФСР 8-го созыва, начальник политуправления Северного флота (1961—1973).
В честь Сизова Ф. Я. в городе Североморске названа одна из основных улиц.

## Биография
По национальности — русский, член компартии с 1932 года.
В 1933 году был призван на флот, в учебный отряд подводного плавания в Ленинграде. В 1938 году назначен военкомом подводной лодки на Тихоокеанском флоте. В годы Великой Отечественной войны — в звании капитана 2-го ранга. В 1947—1953 годах служил в главном политуправлении ВМФ, с 1954 года — заместитель начальника политуправления ВМФ. С 1961 года на Северном флоте адмирал Ф. Я. Сизов занимается вопросами обучения и воспитания.
С апреля 1974 года в запасе по болезни. Погиб 18 марта 1977 года в автомобильной катастрофе. Похоронен на Кунцевском кладбище в Москве.
14 мая 1980 года Североморский городской Совет народных депутатов постановить присвоить вновь образованной улице третьего микрорайона города Североморска имя адмирала Сизова.
29 июля 1983 года на стене дома № 5 по улице адмирала Сизова установлена памятная доска.

## Награды
- Орден Октябрьской Революции (1974)[1]
- 2 Ордена Красного Знамени[1]
- 2 Ордена Красной Звезды[1]
- Именное оружие (1961)
- Медали.